# ريناتو بياو دي زا
ريناتو بياو دي زا (19 ديسمبر 1992 في البرازيل – )؛ هو لاعب كرة قدم كان يلعب كمهاجم.

## وصلات خارجية
- ريناتو بياو دي زا على موقع رابطة كرة القدم اليابانية للمحترفين (اليابانية)
- ريناتو بياو دي زا على موقع قاعدة بيانات كرة القدم.إي يو (الإنجليزية)
- ريناتو بياو دي زا على موقع Soccerway.com (الإنجليزية)